# 周滨
周滨（1972年1月—），江苏无锡人，商人，毕业于西南石油大学，前中共中央政治局常委兼中央政法委书记周永康之子，周永康案重要關係人，与四川涉黑商人刘汉是生意合作伙伴。2013年9月，传出其因涉嫌经济犯罪被軟禁的消息。周濱涉嫌參與四川省與石油工業的非法交易，將面臨起訴，北京獨立學者高瑜表示，因其涉及石油業非法交易的報導可信度高，周濱若被起訴意謂着中國政府正式將司法清算重點移向周永康家族。
周滨已经因涉嫌非法经营罪，被湖北省宜昌市检察院批准逮捕。2016年6月15日，湖北省宜昌市中级人民法院一审判处周滨有期徒刑18年，并处罚金3.502亿，周滨服从不上诉。

## 履历
周滨自西南石油大学本科毕业后，在美国德州得克萨斯大学达拉斯分校攻读石油相关专业的研究生学位，在美国期间，周滨同黄渝生的女儿黄婉已有接触，2000年后，周滨和黄婉的住址都变为黄婉家人所居住的新泽西州。当时，周滨与黄婉已经将重心转移到中国，经常居住在北京。周滨回到中国后曾在全球知名的油田服务公司斯伦贝谢供职，2003年前后就拥有自己创办的公司，2009年12月成为北京中旭阳光能源科技股份有限公司的股东。中旭阳光只是周滨夫妇投资的公司之一，周滨也经常辗转于香港等地，料理其他生意。

## 腐败问题
2013年9月25日，中国财新网首次披露周滨及岳父全家在中石油系统的腐败行为，报道发出不久即遭删除，但相关稿件于11月再度复活。11月22日，财新网再发特稿，披露中共自2013年8月底在中石油系统掀起的反腐风暴，包括中海油也难逃反腐清查。文中直接点名周滨涉嫌以不正当手段获取高额利益。之前，已经至少有8名与周滨父親周永康关系密切的中石油高层和心腹被捕。
2013年12月1日被正式拘捕。
|                                                                                                  |  |  |  |  |  |  |  |  |  |  |  |
| 石油帮、周滨关系图，根據财新网【特稿】白手套米晓东（更新）（页面存档备份，存于）報導所製的關係圖 |  |  |  |  |  |  |  |  |  |  |  |

## 家族
- 生父：周永康
- 生母：王淑华（周永康原配，已去世）
- 繼母：贾晓烨
- 妻子：黄婉
- 岳母：詹敏利[10]
- 岳父：黄渝生[11]